# Mogiła (gmina w Polsce)
Mogiła – dawna gmina wiejska istniejąca w latach 1934–1950 w woj. krakowskim (dzisiejsze woj. małopolskie). Siedzibą władz gminy była Mogiła (obecnie część Krakowa).
Gmina zbiorowa Mogiła została utworzona 1 sierpnia 1934 w powiecie krakowskim w woj. krakowskim z dotychczasowych jednostkowych gmin wiejskich Bieńczyce, Czyżyny, Grębałów, Kantorowice, Krzesławice, Lubocza, Łęg, Mistrzejowice, Mogiła, Pleszów, Prusy i Zesławice.
1 czerwca 1941, podczas okupacji hitlerowskiej, z gminy Mogiła wyłączono gromady Czyżyny, Łęg i zachodnią część gromady Bieńczyce (wywłaszczoną pod ówczesne lotnisko krakowskie) i włączono je do Krakowa; manewr ten administracja polska zatwierdziła formalnie dopiero 18 stycznia 1948, z mocą obowiązującą wstecz od 18 stycznia 1945.
1 stycznia 1951 roku gmina została zniesiona, a jej obszar (Bieńczyce, Grębałów, Kantorowice, Krzesławice, Lubocza, Mistrzejowice, Mogiła, Pleszów i Zesławice) włączony do Krakowa, oprócz gromady Prusy, którą przyłączono do gminy Węgrzce.